# 小行星17885
小行星17885（17885 Brianbeyt）是一颗绕太阳运转的小行星，为主小行星带小行星。该小行星于1999年2月12日发现。

## 轨道参数
小行星17885的轨道半长轴为2.5793791 UA，离心率为0.141。